# MAP cinasa cinasa cinasa
La MAP cinasa cinasa cinasa, también llamada MAP3K o MEKK, (número EC 2.7.11.25) es una serina/treonina proteína cinasa específica que actúa en un paso inmediatamente posterior a la MAP cinasa cinasa en la vía de las MAP cinasas.
En humanos se han descrito al menos 19 genes que codifican proteínas de esta familia:
- MAP3K1 (HGNC MEKK1 )
- MAP3K2
- MAP3K3 (HGNC MAP3K3 )
- MAP3K4
- MAP3K5
- MAP3K6
- MAP3K7 (HGNC MAP3K7 )
- MAP3K8
- MAP3K9
- MAP3K10
- MAP3K11 (HGNC MAP3K11 )
- MAP3K12
- MAP3K13
- MAP3K14
- MAP3K15
- RAF1
- BRAF
- ARAF
- ZAK

Posiblemente, las MAP3K mejor caracterizadas son los miembros de la familia oncogénica c-Raf (RAF1, BRAF, ARAF), que son efectores de la señalización mitogénica de Ras, y que activan la ruta ERK1/2, a través de la activación de MEK1 y MEK2.
MEKK1 activa a la MAPK8/JNK por fosforilación de su activador SEK1 (MAP2K4).
MAP3K3 regula directamente a la MAPK8/JNK y la ruta MAPK/ERK por activación de SEK y MEK1/2, respectivamente; no obstante, no regula la ruta de p38.
MAP3K7 (TAK1) participa en la regulación de la transcripción por medio del TGF-beta.